# La tardi ravveduta
(La tardi ravveduta, atto primo, scena prima)
La tardi ravveduta è una commedia in versi di Giuseppe Giacosa. Venne rappresentata per la prima volta a Como, nel teatrino di Villa Olmo, allora proprietà dei Visconti di Modrone, il 30 settembre 1886, da nobili dilettanti. La commedia è dedicata «alla signora duchessa Ida Visconti di Modrone».

## Trama
La scena si svolge in un castello della marchesa Isabella, nel 1680.

### Atto primo
La marchesa Isabella, che tutti chiamano Bella, un tempo è stata un'attrice. Per questo motivo non viene accettata a corte e l'anziano marito si è separato da lei lasciandola sola in un castello in compagnia della fedele Rina, amica di Bella fin dai tempi del teatro.
Rina e Bella discorrono dei vecchi tempi, e Rina fa scherzose insinuazioni sugli amori che secondo lei Bella non può non avere ora che è libera dal marito. Si presenta al castello un giovane malvestito, Vespino, che chiede ospitalità. Dalle sue parole Bella e Rina capiscono che si tratta del figlio di un vecchio compagno di recitazione, ora anch'egli attore, e Bella, dopo avergli raccontato il proprio passato da donna di teatro, decide di trattenere Vespino al castello, regalandogli anche degli abiti migliori. Per decoro, Vespino verrà presentato agli ospiti come un lontano parente, il cugino barone Del Piano.
Poco a poco giungono al castello vari amici di Bella: il conte Maurizio, il cavalier Ottavio e il marchese Lelio. Sono tutti spasimanti di Bella e ciascuno di loro dice di avere un'importante notizia da rivelare. Alla vista di Vespino, però, tutti tacciono e prendono a riverirlo, chiedendogli se è venuto a dare la notizia. Vespino rimane interdetto, e per tema di essere scoperto lascia intendere che è così, senza sapere di cosa si tratti.

### Atto secondo
Vespino riesce per un po' a reggere il confronto con i colti ospiti di Bella facendo ricorso alle battute studiate per il suo mestiere, ma alla fine inevitabilmente si scopre che è solo un commediante e non un barone.
Scoperta la vera identità di Vespino, i tre amici della marchesa non si fanno più scrupolo di nascondere la grande notizia che volevano portarle: il marchese è morto. Bella avrà una grossa eredità e uno alla volta Maurizio, Lelio e Ottavio si fanno avanti e chiedono la mano di Bella, sperando di condividerne le ricchezze.
Bella però non ha dimenticato la vita da attrice e ne è ancora attratta. Vespino si procura il copione, conservato al castello, della commedia preferita da Bella, da titolo La tardi ravveduta, e recitandone alcune parti riesce ad affascinare Bella e a sconfiggere i tre nobili pretendenti. Bella tornerà a recitare, sperando che il pubblico la ami ancora e pensi che si è «tardi, ma in tempo ravveduta».